# World Grand Prix 2011
Il XIX World Grand Prix si è svolto dal 5 al 28 agosto 2011. Dopo la fase a gironi, che si è giocata dal 5 al 21 agosto, la fase finale, a cui si sono qualificate le prime otto squadre nazionali classificate nella fase a gironi, si è svolta dal 24 al 28 agosto a Macao. La vittoria è andata per la quarta volta, la seconda consecutiva, agli Stati Uniti d'America.

## Fase a gironi

### Primo week-end
| Gruppo A                                                 | Gruppo B                                       | Gruppo C                                            | Gruppo D                                       |
| -------------------------------------------------------- | ---------------------------------------------- | --------------------------------------------------- | ---------------------------------------------- |
| Sede: Bydgoszcz Argentina Italia Polonia Rep. Dominicana | Sede: Nakhonpathom Cuba Perù Russia Thailandia | Sede: Pusan Brasile Corea del Sud Germania Giappone | Sede: Luohe Cina Kazakistan Serbia Stati Uniti |

### Secondo week-end
| Gruppo E                                                | Gruppo F                                          | Gruppo G                                 | Gruppo H                                                 |
| ------------------------------------------------------- | ------------------------------------------------- | ---------------------------------------- | -------------------------------------------------------- |
| Sede: Zielona Góra Argentina Corea del Sud Cuba Polonia | Sede: Almaty Brasile Italia Kazakistan Thailandia | Sede: Quanzhou Cina Germania Perù Russia | Sede: Komaki Giappone Rep. Dominicana Serbia Stati Uniti |

### Terzo week-end
| Gruppo I                                                | Gruppo J                                      | Gruppo K                                        | Gruppo L                                         |
| ------------------------------------------------------- | --------------------------------------------- | ----------------------------------------------- | ------------------------------------------------ |
| Sede: Hong Kong Cina Kazakistan Polonia Rep. Dominicana | Sede: Taipei Germania Italia Perù Stati Uniti | Sede: Bangkok Argentina Brasile Cuba Thailandia | Sede: Tokyo Giappone Corea del Sud Russia Serbia |

## Fase finale -Macao

### Gironi
| Girone A                      | Girone B                            |
| ----------------------------- | ----------------------------------- |
| Cina Serbia Russia Thailandia | Brasile Giappone Italia Stati Uniti |

### Finali 1º e 3º posto
|  | Semifinali  | Semifinali  | Semifinali |         |             | Finale 1º/2º posto | Finale 1º/2º posto | Finale 1º/2º posto |  |
|  |             |             |            |         |             |                    |                    |                    |  |
|  | Serbia      | Serbia      | 0          |         |             |                    |                    |                    |  |
|  | Serbia      | Serbia      | 0          |         |             |                    |                    |                    |  |
|  | Stati Uniti | Stati Uniti | 3          |         |             |                    |                    |                    |  |
|  | Stati Uniti | Stati Uniti | 3          |         | Stati Uniti | Stati Uniti        | 3                  |                    |  |
|  |             |             |            |         | Stati Uniti | Stati Uniti        | 3                  |                    |  |
|  |             |             | Brasile    | Brasile | 0           |                    |                    |                    |  |
|  | Brasile     | Brasile     | Brasile    | Brasile | 0           | 3                  |                    |                    |  |
|  | Brasile     | Brasile     |            |         |             | 3                  |                    |                    |  |
|  | Russia      | Russia      | 0          |         |             | Finale 3º/4º posto | Finale 3º/4º posto | Finale 3º/4º posto |  |
|  | Russia      | Russia      | 0          |         |             |                    |                    |                    |  |
|  |             |             |            |         |             |                    |                    |                    |  |
|  |             |             |            |         |             | Serbia             | Serbia             | 3                  |  |
|  |             |             |            |         |             | Serbia             | Serbia             | 3                  |  |
|  |             |             |            |         |             | Russia             | Russia             | 0                  |  |

## Podio

### Campione
Formazione: 4 Lindsey Berg, 5 Tamari Miyashiro, 6 Nicole Davis, 7 Heather Bown, 8 Alisha Glass, 9 Jennifer Joines, 10 Kimberly Glass, 11 Jordan Larson, 15 Logan Tom, 16 Foluke Akinradewo, 18 Destinee Hooker, 19 Megan Hodge, CT: Hugh McCutcheon

### Secondo posto
Formazione: 1 Fabiana Claudino, 2 Juciely Barreto, 3 Danielle Lins, 5 Adenízia da Silva, 6 Thaísa de Menezes, 10 Wélissa Gonzaga, 12 Natália Pereira, 13 Sheilla de Castro, 14 Fabiana de Oliveira, 16 Fernanda Garay, 17 Josefa de Souza, 19 Tandara Caixeta, CT: José Roberto Guimarães

### Terzo posto
Formazione: 2 Jovana Brakočević, 3 Sanja Malagurski, 5 Nataša Krsmanović, 6 Tijana Malešević, 7 Brižitka Molnar, 8 Ana Antonijević, 9 Jovana Vesović, 10 Maja Ognjenović, 12 Jelena Nikolić, 14 Nađa Ninković, 16 Milena Rašić, 18 Suzana Ćebić, CT: Zoran Terzić

## Classifica finale
| Classifica | Squadre         |
| ---------- | --------------- |
|            | Stati Uniti     |
|            | Brasile         |
|            | Serbia          |
| 4          | Russia          |
| 5          | Giappone        |
| 6          | Thailandia      |
| 7          | Italia          |
| 8          | Cina            |
| 9          | Corea del Sud   |
| 10         | Polonia         |
| 11         | Cuba            |
| 12         | Rep. Dominicana |
| 13         | Germania        |
| 14         | Argentina       |
| 15         | Kazakistan      |
| 16         | Perù            |